# Foolish Behaviour
Foolish Behaviour è il decimo album di Rod Stewart, pubblicato nel 1980 dalla Riva.
La versione in audiocassetta per la Germania includeva una bonus track dal vivo.

## Tracce
1. Better Off Dead (Rod Stewart, Phil Chen, Kevin Savigar, Carmine Appice) – 3:07
2. Passion (R.Stewart, P.Chen, K.Savigar, Jim Cregan, Gary Grainger) – 5:32
3. Foolish Behaviour (R.Stewart, P.Chen, K.Savigar, J.Cregan, G.Grainger) – 4:24
4. So Soon We Change (R.Stewart, P.Chen, K.Savigar, J.Cregan, G.Grainger) – 3:44
5. Oh God, I Wish I Was Home Tonight (R.Stewart, P.Chen, K.Savigar, J.Cregan, G.Grainger) – 5:02
6. Gi' Me Wings (R.Stewart, P.Chen, K.Savigar, J.Cregan, G.Grainger) – 3:47
7. My Girl (R.Stewart, P.Chen, K.Savigar, J.Cregan, G.Grainger, C.Appice) – 4:27
8. She Won't Dance with Me (Stewart, Ben) – 2:30
9. Somebody Special (Stewart, Chen, Savigar, Cregan, Harley) – 4:29
10. Say it Ain't True (R.Stewart, P.Chen, K.Savigar, J.Cregan, G.Grainger) – 4:02

Bonus track audiocassetta Germania
1. I Just Wanna Make Love to You (Live) (Willie Dixon)

## Musicisti
- Rod Stewart – voce, armonica a bocca
- Jim Cregan - chitarra
- Gary Grainger - chitarra
- Billy Peek - chitarra
- Kevin Savigar - tastiere
- John Jarvis – tastiere
- Phil Chen - basso
- Tom Bogart - basso
- James Haslip - basso
- Carmine Appice - batteria
- Colin Allen - batteria
- Roger Bethelmy - batteria
- Paulinho Da Costa – percussioni
- Phil Kenzie – sassofono
- Earl Price – sassofono
- James Gordon – sassofono
- Billy Lamb – trombone
- Jim Price (musicista)Jim Price – trombone
- Lee Thornburg – tromba
- Sid Page – violino
- Del Newman - arrangiamento archi

## Classifiche

### Classifiche settimanali
| Classifica (1980/81) | Posizione massima |
| -------------------- | ----------------- |
| Australia            | 9                 |
| Austria              | 14                |
| Canada               | 21                |
| Francia              | 16                |
| Germania             | 23                |
| Italia               | 13                |
| Norvegia             | 12                |
| Nuova Zelanda        | 3                 |
| Paesi Bassi          | 8                 |
| Regno Unito          | 4                 |
| Stati Uniti          | 12                |
| Svezia               | 3                 |

### Classifiche di fine anno
| Classifica (1980) | Posizione |
| ----------------- | --------- |
| Italia            | 51        |
| Regno Unito       | 60        |
| Classifica (1981) | Posizione |
| Stati Uniti       | 89        |